# Exxon

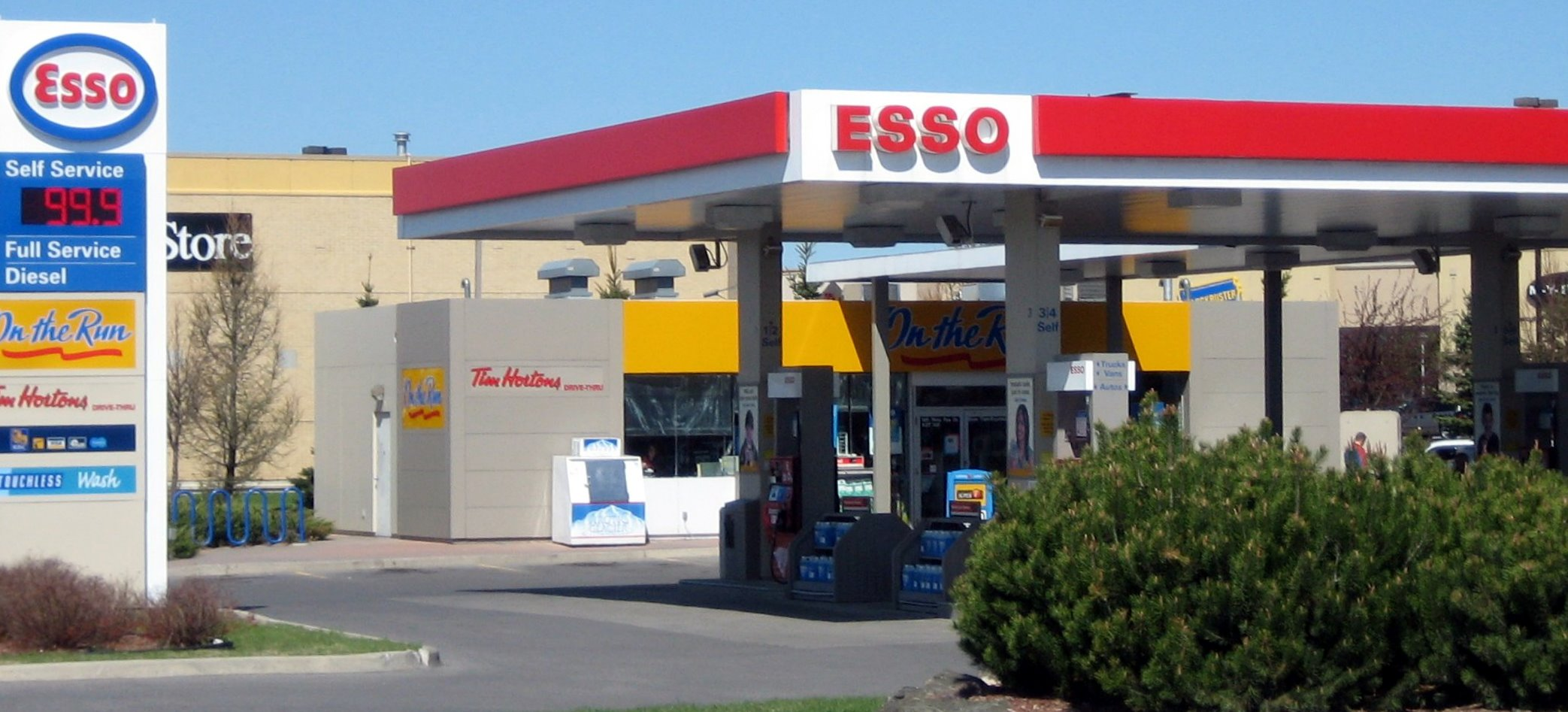
Una stazione di servizio Esso in Canada

La Exxon (conosciuta anche come Esso, stilizzato in Ɛsso, in passato in alcune zone Ɛnco) è stata una società petrolifera statunitense, fusasi con la Mobil nel 1999 per formare ExxonMobil, uno dei più grandi colossi dell'industria petrolifera mondiale, tuttora detentrice del marchio "Esso".

## Storia
La Exxon nacque come Standard Oil of New Jersey il 5 agosto 1882, come parte del trust Standard Oil.
Dopo un primo parziale scioglimento della società madre avvenuto nel 1892, che ridusse il trust ad un'associazione di 20 compagnie (contro le 91 originali), la Standard del New Jersey assunse sempre maggiore importanza nel gruppo, e il 26 maggio 1899 divenne la "holding company" del gruppo Standard.
Nel 1902 la società fece il suo ingresso in Francia, e dal 1920 si diffuse il carburante "Eco", successivamente "Standard" (per la benzina normale) e "Esso" per il supercarburante.
Nel 1904 la Jersey Standard avviò la sua prima collaborazione internazionale, con la formazione della Romano-Americana in Romania.
Nel 1911 il gruppo Standard Oil fu sciolto e suddiviso in sette società regionali indipendenti, ognuna con i diritti al marchio "Standard" in alcuni stati. La Standard del New Jersey acquisì i diritti in quello stato, nel Maryland, Virginia Occidentale, Carolina del Nord, Carolina del Sud e Distretto di Columbia.
Durante la prima guerra mondiale, la compagnia impegnò 41 petroliere per i rifornimenti agli alleati europei.
Per tutto il decennio successivo la società crebbe significativamente; nel 1919 Jersey Standard acquisì il 50% di
Humble Oil, produttore di petrolio texano, e nel corso degli anni '20 ampliò le collaborazioni internazionali.
Dal 1923 la controllata tedesca DAPG (Deutsch-Amerikanische Petroleum Gesellschaft, fondata nel 1890 come succursale della Standard Oil) avviò la costruzione di una rete di stazioni di servizio nel paese.
Il marchio Esso, derivato dalle lettere iniziali di Standard Oil (S.O.) venne ufficialmente registrato nel 1926.
Dal 1929-30 il marchio Standard sostituì i vari marchi locali (Lampo in Italia, Dapolin in Germania, Eco in Francia...) di benzina.
Negli anni '30 la compagnia sfruttò importanti giacimenti scoperti in Texas.
Nel 1933 Jersey Standard e Socony-Vacuum (la futura Mobil Oil) unirono i loro interessi in oriente con una joint venture paritaria, la "Standard-Vacuum" (Stanvac), che operava in 50 paesi dall'Africa orientale alla Nuova Zelanda; fu sciolta nel 1960.
Nel 1937 la società aveva filiali produttive in Venezuela, Colombia, Perù, Messico, Argentina e Romania, e possedeva raffinerie in vari paesi, tra cui Aruba, Canada, Francia, Regno Unito, Romania, Perù, Messico e Argentina.
Nel 1939 la società iniziò la propria attività in Egitto.
Dal 1941 la compagnia acquisì i diritti del marchio Standard anche per Pennsylvania, Delaware, Arkansas, Tennessee, e Louisiana. In questi stati, iniziò quindi a commercializzare i suoi prodotti sotto il marchio Esso.
Durante la seconda guerra mondiale, 93 navi della compagnia furono affondate durante operazioni belliche.
Dopo la crisi di Suez, le autorità del Regno Unito commissionarono alla società la costruzione di navi superpetroliere, al fine di ridurre la necessità di scali della flotta, la prima delle quali ad essere realizzata fu la Esso Northumbria, varata nel 1969 (all'epoca risultava la più grande nave costruita nel Regno Unito).
Nel 1960 la compagnia prese definitivamente il controllo della Humble Oil, che assorbì le attività delle società Esso Standard, Carter, Pate e Oklahoma Oil. Nello stesso anno, furono interrotte le attività della Stanvac, spartite tra le due compagnie proprietarie, Exxon e Mobil.
Il 6 luglio 1962 la Exxon avviò una joint venture con un gruppo di investitori iraniani per la produzione e vendita di olio e lubrificanti a marchio Esso a Teheran. Dopo la rivoluzione iraniana del 1979, le attività nel paese furono assorbite dalla Behran Oil. 
Nel 1963 la produzione ammontava a 3.412.000 barili di petrolio al giorno.
La Jersey Standard cambiò il suo nome in Exxon Corporation nel 1972 e scelse Exxon come marchio in tutti gli Stati Uniti. In altre parti del mondo, Exxon e le sue affiliate continuarono però a usare il marchio Esso.
Exxon Chemical Company divenne una organizzazione di importanza globale nel 1965, e nel 1999 era uno dei maggiori produttori e venditori di alcheni, composti aromatici, polietilene e polipropilene, oltre che di prodotti particolari come elastomeri, plastificanti, solventi, alcoli e resine adesive. Era anche leader nella tecnologia dei catalizzatori metalloceni per la produzione di polimeri unici ad alte prestazioni.
Nel 1998 Exxon e Mobil hanno firmato un accordo di 73,7 miliardi di dollari per unirsi e formare una nuova compagnia chiamata Exxon Mobil Corporation; la fusione è stata completata il 30 novembre 1999 e l'accordo è stato annunciato il giorno successivo. Il nuovo gruppo continua ad utilizzare entrambi i marchi per la vendita dei suoi prodotti e per le stazioni di servizio.

### Il disastro ambientale dellaExxon Valdez
Il 24 marzo 1989, poco dopo mezzanotte, la petroliera Exxon Valdez urtò la Bligh Reef nello stretto di Prince William in Alaska, sversando in mare più di 42 000 m³ di greggio. Fu la maggiore perdita di petrolio in mare della storia degli USA e proprio in conseguenza dell'incidente della Exxon Valdez il Congresso degli Stati Uniti emise il cosiddetto Oil Pollution Act. Exxon pagò 300 milioni di dollari per l'incidente e decise anche di indennizzare più di 11.000 fra persone ed imprese dell'Alaska. Inoltre, la compagnia pagò 2,2 miliardi di dollari per la pulizia del golfo di Prince William, che si concluse 1992, quando lo Stato dell'Alaska e la guardia costiera USA dichiararono completa la bonifica. Exxon pagò anche un miliardo di dollari per risarcimento ai governi federale e statale.
Virtualmente tutti gli indennizzi furono pagati completamente entro un anno dall'incidente e il tribunale lodò Exxon per la disponibilità e la sollecitudine; comunque Exxon deve ancora pagare per il risultato della più grande sentenza di risarcimento, pari a 4,5 miliardi di dollari. I risarcimenti furono decretati dal giudice della corte federale ad Anchorage e sono stati annullati due volte, poiché giudicati eccessivi, dalla Corte d'Appello (Ninth Circuit).

## In Italia
L'attività in Italia trae origine dalla Società italo-americana pel petrolio (SIAP), fondata a Venezia il 16 maggio 1891 alla presenza, tra gli altri, di John D. Rockefeller, congiuntamente con la Benedetto Walter & C. Inizialmente la prima attività che si sviluppa è quella dei bunkeraggi marini. La SIAP diviene da subito una consociata della Standard Oil Trust. Nel 1895 viene costituita la filiale di Genova, con 10 impiegati. All'epoca la società conta un totale di 42 dipendenti.
Nel 1900 apre il deposito di Padova, mentre il personale italiano raggiunge i 100 dipendenti. Nel 1902 è invece la volta di Napoli, Portici, Bologna, Milano e Reggio Emilia, seguite poi da altre città. Dal 1909, avvia il commercio di carburanti aeronautici. Tra il 1911 e il 1912 vengono assunte le prime donne e nel 1913, la sede della società viene trasferita a Genova.
Dopo la prima guerra mondiale, la SIAP assume una partecipazione nella Raffineria triestina olii minerali, ampliando i propri affari, e diventa la prima società ad installare in Italia (a Genova) i distributori automatici stradali. Tra i prodotti di punta dell'epoca, spiccano i carburanti Lampo (poi divenuto Standard) e Lampo Avio (poi Stanavo), mentre alla fine degli anni '20 sarebbe entrato in commercio il supercarburante Esso; degno di nota anche il FLIT, tra i primi insetticidi moderni.
A partire dal 1º gennaio 1933, la SIAP assume direttamente il controllo delle attività di vendita nel ramo lubrificanti della Raffineria triestina olii minerali.
Negli anni '30 la società produce anche sciolina.
Nel 1938 la SIAP cambia nome in Standard Società italo americana pel petrolio.
Nel 1941, in seguito allo scoppio della guerra con gli Stati Uniti, la società viene sequestrata; sarà restituita alla Standard solo nel 1946, quando assume il nome di Standard Italo Americana Petroli. Nel 1950 la società cambia nuovamente denominazione in Esso Standard Italiana; la Esso italiana avvia una politica di espansione, con l'apertura di impianti e il varo di diverse petroliere. Prodotto di punta del dopoguerra è il supercarburante Esso Extra.
Nel 1948, sul territorio di Priolo-Melilli-Augusta, in provincia di Siracusa, l'imprenditore italiano Angelo Moratti avvia la costruzione di una raffineria di olii minerali, entrata in servizio nel 1953 con la denominazione RASIOM-Raffinerie Siciliane Olii Minerali; nel 1961 viene acquistata dalla Esso e nel 1972 avviene la fusione definitiva, con la nuova denominazione Esso Italiana Raffineria di Augusta. Da notare che la Esso in Sicilia si trova in quello che viene definito il "triangolo industriale" (i tre comuni sopra elencati) del siracusano. Detta zona ha subito un forte inquinamento industriale a causa di una scarsa politica di salvaguardia della natura e della salute.

In generale, tra il 1946 e il 1962 la Esso investe in Italia oltre 115 miliardi di lire, in maggioranza (51%) concentrati nel settore della raffinazione; buona parte di questi investimenti, circa il 40%, riguarda zone industriali nel Sud Italia e nelle isole.

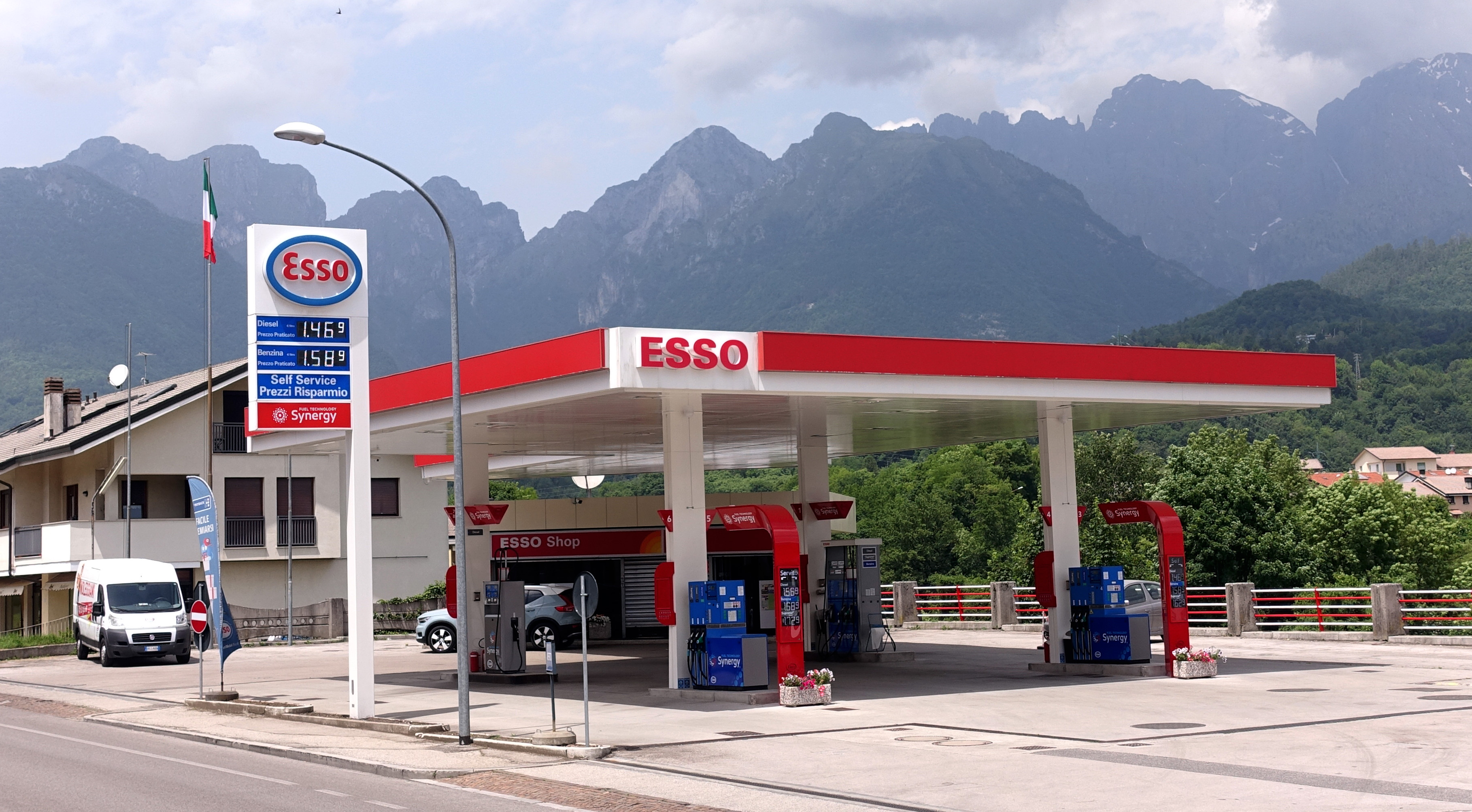
Una stazione Esso a Belluno; dal 2017 i benzinai Esso in Italia, pur conservando il marchio, si separano dal gruppo ExxonMobil

Dal 1965 al 1984 la Esso italiana ha finanziato e curato la realizzazione, pubblicazione e diffusione della serie di documentari aventi come titolo L'Italia vista dal cielo, realizzati da Folco Quilici, trasmessi nel 1977 dalla RAI e restaurati nel 2002; già nei primi anni '50, inoltre, la compagnia aveva finanziato i Concerti Sinfonici Esso, trasmessi sempre sulle reti radiofoniche della RAI. Nei primi anni sessanta stipula un accordo con l'azienda di giocattoli milanese Co-Ma permettendo a quest'ultima di realizzare modellini di stazioni di servizio marchiate Esso. Sempre nello stesso periodo, la compagnia mette a disposizione anche una serie di video didattici sulla fisica e sulla chimica per le scuole italiane; realizzati da università straniere, la versione in italiano è curata dalla Commissione Nazionale per i corsi pilota in Fisica.
Nel 1971 viene costruito ad Augusta un nuovo impianto per lubrificanti, il più grande in Europa.
Nel 1986 l'impianto di Vado Ligure, realizzato nel 1925, subisce un'importante ristrutturazione, per un costo di oltre 40 miliardi; diventa negli anni '80 e '90 uno dei principali siti della Esso in Europa.
Nel 1992 anche la Esso inizia la vendita in Italia della propria benzina senza piombo.
Nel 2000, in seguito alla fusione tra Exxon e Mobil, nasce in Italia la ExxonMobil Mediterranea, holding con funzione di coordinamento per le singole società dell'Europa meridionale e del Nord Africa e unita alla Esso italiana nel 2009. Sempre a seguito della fusione, nel 2003 il capitale della società sale a 78,9 milioni di euro, con l'incorporamento della Mobil Oil Italiana.
Nel 2011 la Esso italiana conta circa 630 dipendenti, un traffico di 1000 navi all'anno e 8,8 milioni di tonnellate di raffinazione annua.
A partire dal 2012 è iniziata una politica di cessione ad altre società degli impianti Esso, che hanno tuttavia mantenuto il marchio della compagnia, che ha continuato a vendere i propri carburanti.
Nel 2017 la restanti 1176 stazioni di servizio Esso, pur mantenendo lo storico marchio, vengono cedute al gruppo indiano dei fratelli Issa, Euro Garages (EG Group), noto in Italia come "EG Italia S.p.A.". Il 9 maggio 2018 viene inoltre annunciata la vendita della raffineria di Augusta all'azienda di stato algerina Sonatrach. Come risultato del progressivo disimpegno dal paese, con l'avvio di un piano di esuberi, la Esso ha mantenuto in Italia le attività di vendita di lubrificanti e una quota della raffineria Sarpom di Trecate. Queste ultime attività verranno cedute a IP in base ad un accordo siglato nel 2022.
La filiale italiana si chiama Esso Italiana S.r.l., con sede legale a Roma, nell’ufficio aziendale della Magliana.

## In Germania
In Germania la compagnia apparve come sussidiaria della Standard Oil il 25 febbraio 1890, col nome di Deutsch-Amerikanische Petroleum Gesellschaft (DAPG), fondata a Brema cdagli imprenditori tedeschi Franz Ernst Schütte, Carl Schütte e Wilhelm Anton Riedemann, e da John D. Rockefeller. 
Nel 1891 l'azienda rilevò l'attività di importazione di petrolio di Edmund Siemers, mentre a metà del decennio acquisì la metà delle azioni della raffineria di petrolio di Brema (in seguito raffineria di Mineralöl, ex August Korff). All'inizio del XX secolo il petrolio veniva venduto con il marchio Dapol e la benzina con il marchio Dapolin. Nel 1904 la Standard Oil rilevò il 50% delle azioni della società e trasferì la sede ad Amburgo. Dal 1923 la società avviò la costruzione di una rete di stazioni di servizio nel paese.
Nel 1928 fu lanciato il marchio Esso per la benzina super, arricchita con il 10% di benzene. Durante la successiva crisi economica, la DAPG acquisì numerose azioni della Oelhag (di cui divenne azionista al 50% nel 1938) e della Atlantic Company. 
Nel 1931 la benzina Dapolin fu ribattezzata Standard e poi definitivamente Esso nel 1937. Nel 1935 la compagnia aveva in Germania 18.327 distributori di benzina (32,7% della quota totale). 
In seguito all'annessione dell'Austria nel 1938 e alla successiva riorganizzazione del settore, la Vacuum Oel AG di Vienna e la sua raffineria di Kagran furono assegnate alla DAPG.
Con il passaggio all'economia di guerra nel settembre 1939, tutte le società di vendita di oli minerali furono riunite nel Arbeitsgemeinschaft Mineralölverteilung (AMV) e la benzina veniva senza marchio. La DAPG era ancora considerata una "società tedesca" e figurava nell'elenco delle società attive nel campo della difesa.
Nel 1950 la DAPG, rimasta presente nella Germania Ovest, venne rinominata Esso AG e nel 1999 trasformata in Esso Deutschland GmbH.
Il 1º ottobre 2018 la rete di stazioni di servizio passò al gruppo britannico EG.

## Utilizzo dei marchi

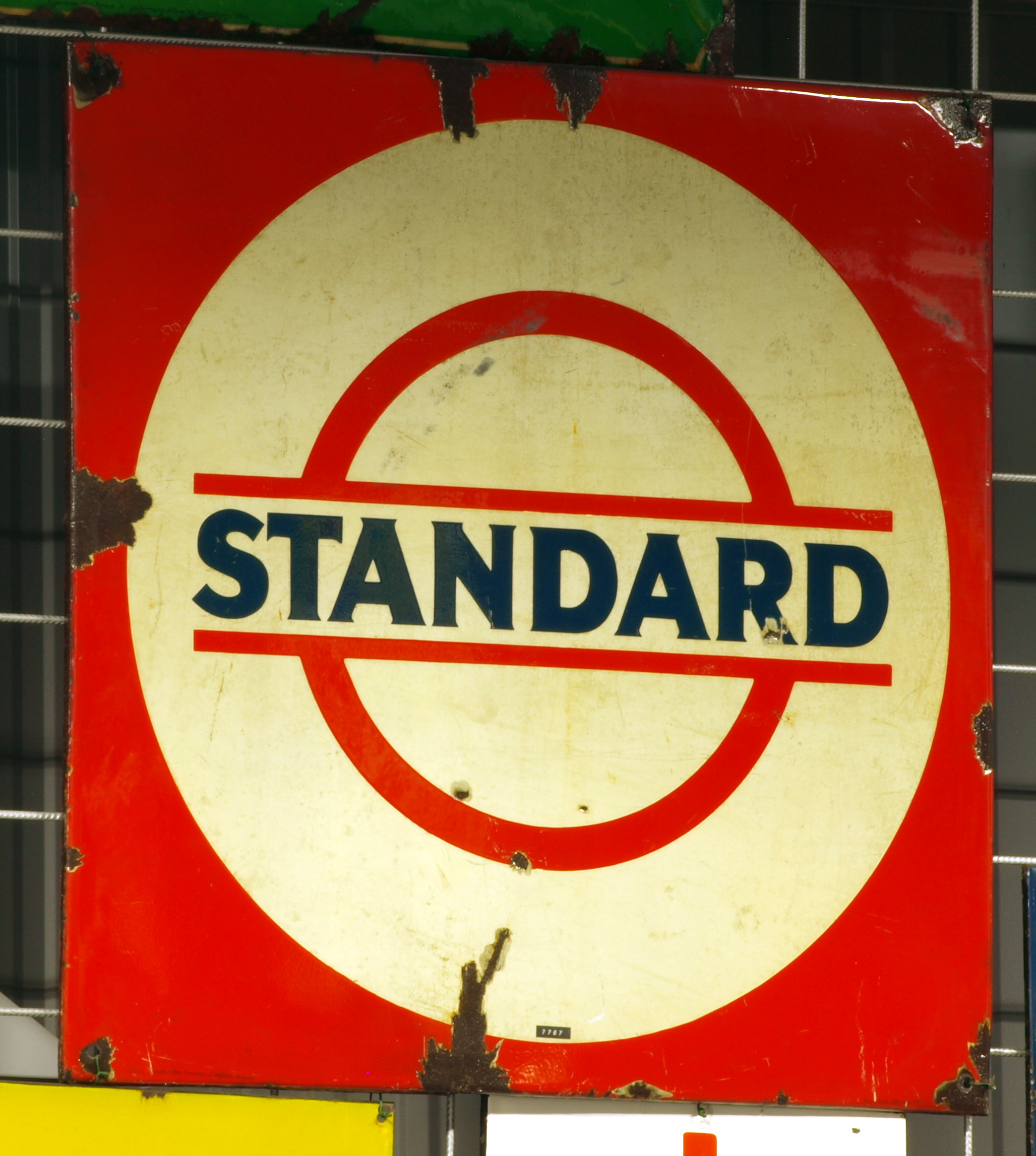
Il marchio originale della Standard Oil of New Jersey

Il nome Esso (che in inglese suona come la pronuncia delle lettere S-O (Standard Oil) e che deriverebbe, secondo alcuni, dell'espressione Eastern States - Standard Oil) attrasse le proteste delle altre aziende scorporate dalla Standard Oil, a causa della similarità con l'acronimo dell'azienda originaria; alla Jersey Standard fu quindi impedito di usare il nome Esso negli USA al di fuori degli stati che le erano stati attribuiti in seguito all'accordo antitrust del 1911 sulla Standard Oil. Negli stati in cui il marchio Esso era vietato, la società vendette la sua benzina con i marchi Humble o Enco.
Il marchio Humble fu usato nelle stazioni di rifornimento del Texas per diversi decenni, poiché le operazioni erano sotto la direzione della affiliata Humble Oil, e verso la metà-fine degli anni cinquanta si espanse in altri stati sud-occidentali, inclusi Nuovo Messico, Arizona e Oklahoma.
Nel 1960, la compagnia prese il pieno controllo della Humble Oil and Rifining e riorganizzò la società. Il marchio Enco fu introdotto da Humble nel 1960 in Ohio, ma fu presto rimosso dopo che la Standard Oil of Ohio (Sohio) protestò poiché Enco (acronimo per "ENergy COmpany") sembrava troppo simile ad Esso, anche perché ne utilizzava la medesima grafica. A questo punto, le insegne delle stazioni di rifornimento in Ohio vennero sostituite da Humble, finché il nome fu cambiato definitivamente in Exxon nel 1972.
Dopo essere stato rimosso dall'Ohio, il marchio Enco fu tuttavia introdotto in altri Stati "non-Esso". Nel 1961, le stazioni Humble in Oklahoma, Nuovo Messico e Arizona furono ribattezzate Enco, e nel 1962, anche le stazioni di servizio del Texas abbandonarono il marchio Humble. Nel frattempo, Jersey diffuse il marchio Enco alle stazioni in tutto il centro-ovest e il nord-ovest, che fino ad allora erano state gestite da affiliate come Carter, Pate e Oklahoma.
Nel 1963 la Humble fu avvicinata dalla Tidewater Oil Company, una della maggiori compagnie lungo le coste occidentale e orientale, con l'offerta di comprare la divisione raffinazione e marketing sulla West Coast. Con questa mossa la Humble avrebbe acquisito un grande numero di stazioni e una raffineria in California, che a quell'epoca rappresentava il mercato in maggior espansione in campo petrolifero. A bloccare l'operazione intervenne però il Dipartimento di Giustizia e nel 1966 le attività della Tidewater sulla costa occidentale furono cedute alla Phillips Petroleum. L'espansione della Humble in California e negli stati occidentali avvenne comunque, anche se con una diversa strategia: la compagnia iniziò a costruire nuove stazioni e a modificare il marchio di quelle esistenti da Humble ad Enco e acquistò inoltre un consistente numero di stazioni dalla Signal Oil nel 1967, e da lì a poco fece seguito l'apertura di una nuova raffineria a Benicia nel 1969.
Nel 1966, in seguito alle proteste sollevate dalla Standard Oil del Kentucky (a quel tempo una affiliata della Standard Oil della California), il dipartimento di giustizia intimò ad Humble l'interruzione dell'uso del marchio Esso per diverse stazioni in molti stati sud-orientali. Per la fine del 1967, tutte le stazioni in ognuno di quegli Stati cambiarono marchio in Enco.

Il marchio Esso tuttora utilizzato da ExxonMobil in Europa e in altre parti del mondo

Nonostante il successo della campagna pubblicitaria "Put a Tiger in your Tank" (in Italia "Metti un Tigre nel motore"), introdotta nel 1964 per promuovere i carburanti speciali Enco/Esso e l'uniformità a livello nazionale degli allestimenti delle stazioni di servizio, delle grafiche e dei prodotti, la compagnia aveva ancora alcune difficoltà nel promuoversi contro marchi nazionali affermati come Texaco - che, allora, era l'unica presente con un solo marchio in tutti i 50 Stati degli USA. I dirigenti della compagnia realizzarono verso la fine degli anni sessanta che era giunto il momento di sviluppare un nuovo marchio che potesse essere utilizzato al livello nazionale negli Stati Uniti. Inizialmente, si pensò di usare per tutte le stazioni il marchio Enco, ma quest'ipotesi fu scartata quando si scoprì che "Enco" in giapponese è usato come abbreviazione di "motore guasto" (エンジン故障, enjinkoshou).

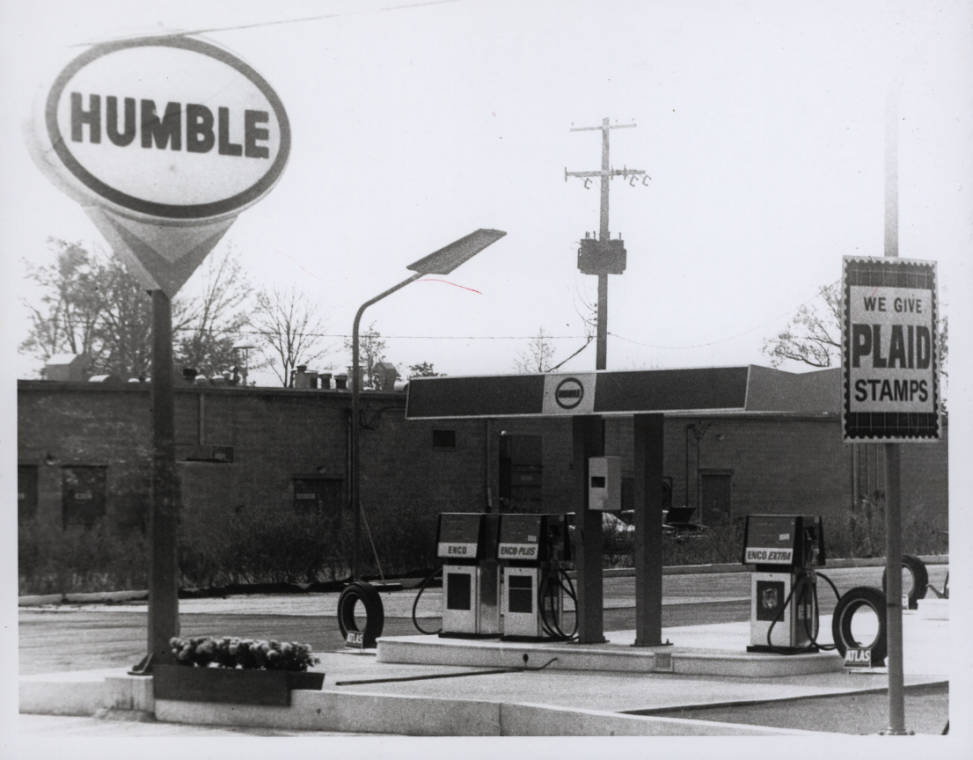
Una stazione di servizio a marchio Humble in Ohio

La compagnia cambiò allora il suo nome istituzionale da Jersey Standard ad Exxon, modificando nell'estate-autunno 1972 il brand a tutte le stazioni negli Stati Uniti, dopo un test di marketing del 1971 in cui erano stati sostituiti la dicitura e il logo Enco/Esso nelle stazioni di servizio di alcune città.
L'assenza di vincoli all'uso del marchio Esso al di fuori degli Stati Uniti permise di mantenere questo nome in ambito extra USA.
Esso è l'unico marchio direttamente derivato da Standard Oil ancora in uso "su larga scala"; altre compagnie derivanti dal gruppo, come la Chevron, mantengono alcune stazioni con il brand Standard Oil in alcuni stati per poter mantenere il diritto d'uso del marchio e fare in modo che altri non possano avvalersi di questa sigla.
Negli USA, Exxon rimpiazzò formalmente i marchi Esso, Enco, e Humble a partire dal 1º gennaio 1973.
Il logo rettangolare Exxon con la striscia blu in fondo e le lettere rosse con le due "X" collegate fu creato dal designer Raymond Loewy. Le "X" collegate sono incorporate anche nel logo della ExxonMobil. La mascotte di Exxon è una tigre.